# 奇斯
奇斯（義大利語：Cis），是意大利特伦托自治省的一个市镇。总面积5平方公里，人口317人，人口密度63.4人/平方公里（2009年）。ISTAT代码为022060。